# Балти

Балтські культури ранньої залізної доби (600—200 роки до нашей ери):
Культура Долькайм-Коврово — Самбійці-нотангійська група
Ольштинська культура — Західно-мазурська група (Галінди)
Судовська культура — Східно-мазурська група (Ятвяги)
Мемельська культура — Нижньо-неманська й західно-латвійська група (Курші)
Культура штрихованої кераміки
Милоградсько-подгорцевська культура
Дніпродвінська культура
Поморська культура
Культура абажурних поховань

Балтійські племена у 12 столітті.

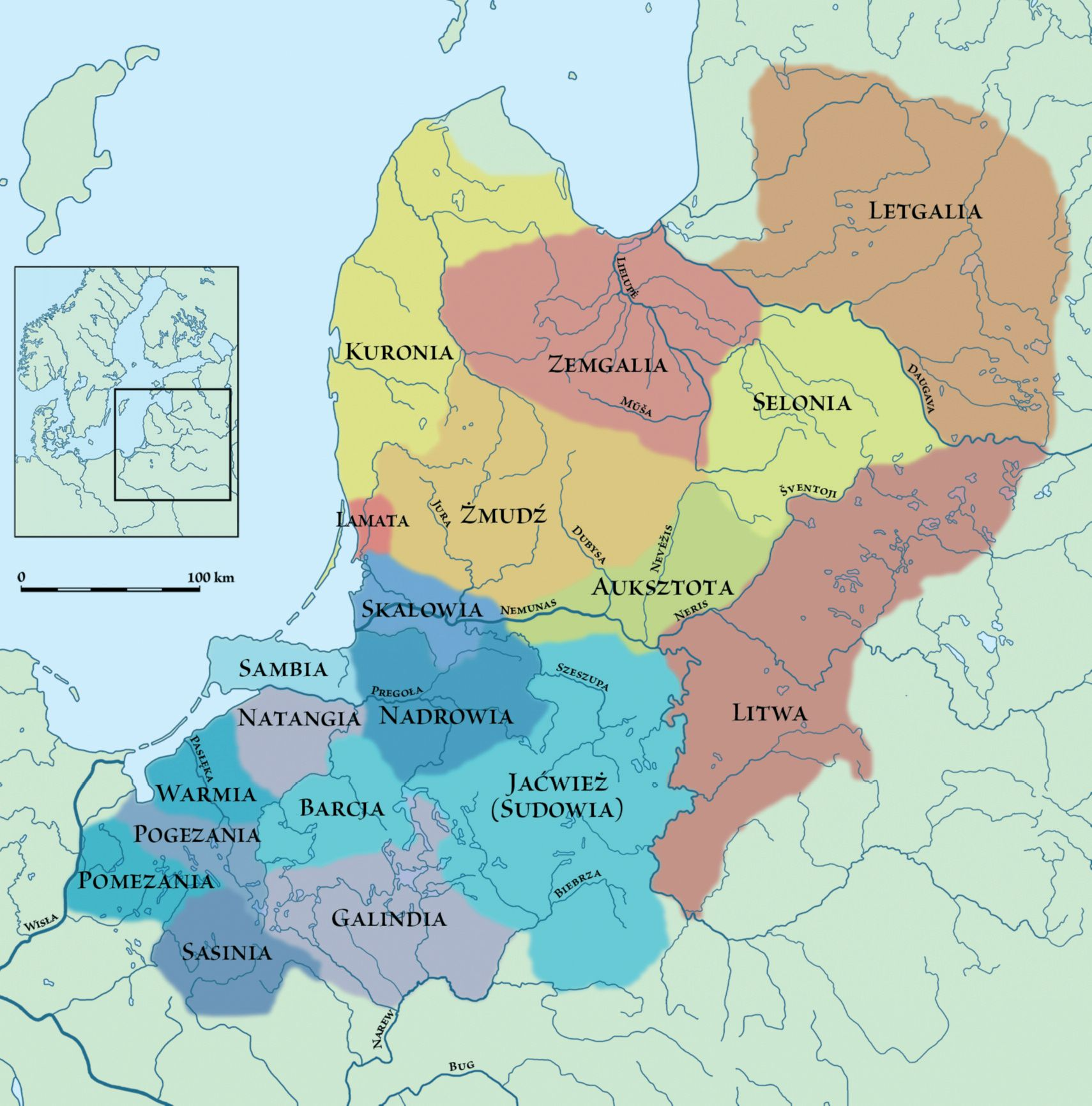
Карта поширення балтійських племен близько 1200 року

Ба́лти (латис. balti, лит. baltai) — етномовна група людей, які розмовляють балтійськими мовами більшої балто-слов’янської мовної гілки індоєвропейських мов. і в І-ХІ століттях населяли південно-східну Балтію до Верхнього Дніпра. Раніше, крім сучасних територій Литви і Латвії, балти населяли території Білорусі, Польщі (Сувалки, південна Пруссія) та Калінінградська область, Смоленської, Сумської, Брянської та деяких прилеглих областей), Липицької, Калузької, Орловської, Курської, Білгородської, Новгородської, західної частини Московської (культура Москворіцьких городищ), південної та частково центральної частин Псковської областей, та нижнього басейну ріки Оки (з VI  століття н.е.).
«Повість временних літ» згадує куршів, лівів, голядь, литву, ятвягів та інші балтські племена, які платили данину князям Київської Русі. У ХІІ-XVI ст. західні балти (голядь, кріва, дзуки, ятвяги, мазури, дніпрянські балти, погезани, помезани та інші) були асимільовані з слов'янами, східні балти (прусси), були асимільовані з німцями у XIII–XVII ст. У ХІІІ столітті частина балтів увійшла до Великого князівства Литовського, інша частина підкорена Тевтонським та Лівонським орденами.
Антропологічно переважають атлантичний та біломорський типи.

## Етимологія
Середньовічний німецький хроніст Адам Бременський у другій половині XI століття був першим письменником, який використав термін «Балти» щодо моря з такою назвою.  До нього різні стародавні назви місцевостей, такі як Балсія, використовувалися щодо передбачуваного острова в Балтійському морі.
Адам, який розмовляв німецькою, пов’язав Balt- з belt, словом, яке йому було знайоме. Однак лінгвістика відтоді встановила, що Balt мав значення «білий». Багато балтійських слів містять основу balt- «білий», що також може означати мілководні водойми, як-от болота.
У германських мовах існувала певна форма топоніма Східне море приблизно до 1600 року, коли англійські карти почали позначати його як Балтійське море. До 1840 року німецькі дворяни Ліфляндського губернаторства прийняли термін «балти», щоб відрізнити себе від німців Німеччини. Вони розмовляли винятковим діалектом, балтійською німецькою, яку багато хто вважав мовою балтів до 1919 року.
У 1845 році Ґеорґ Генріх Фердинанд Нессельман запропонував окрему групу мов для латвійської, литовської та старопрусської, яку він назвав балтською. Термін став поширеним після того, як Латвія та Литва здобули незалежність у 1918 році. Аж до початку 20 століття «латвійська» або «литовська» могли використовуватися для позначення всієї мовної сім'ї.

## Склад
У IV-III століттях до н. е. склалися відмінності між балтами західними і східними. До VI-VIII століть відносять поділ східних балтів. Частина племен була знищена під час експансії німецьких хрестоносців. Пруссія отримала свою назву від знищеного німцями балтського народу прусів, частина яких асимілювалася до кінця XVI — середини XVII століття або розчинилася при етногенезі сучасних народів. Отже, балти діляться на східних та західних.
Східні балти
- Латгали (увійшли разом з угрофінським племенем лівами в етногенез латишів)
- Литовці (Жмудь-Жемайтія-жамойти, Аукштота, Литва, Земгали, Курші, Сели-Селони; Скальви-Скаловія, Надрови[ru]-Надрува-Надровія)
- Прусси (Надруви, Семби-Самби-Сассія, Нотанги-Натангія, Барти-Барта, Погазани-Погезанія, Помезани-Помезанія, Памеди, Пагуде, Вармійці-Варми-Вармія)
- Кульми (Кульмерланд)
- Любави (Любавія)
- Галінди (Ґаліндія, голядь — увійшли в етногенез росіян)

Західні балти
- Дніпровські балти
- Померанські балти
- Мазури (увійшли в етногенез поляків)
- Ятвяги (Судови-Судова/Sudova, Злинці — увійшли в етногенез литвинів-русинів-білорусів)
- Дзукія (Дайнава-Даїнава/Dainava)
- Полексяни[ru]
- Неманас/Nemanas, Сувальщина, Сувалки

## Радимичі й в'ятичі
Балти взяли участь в етногенезі в'ятичів і радимичів. Про що свідчать характерні прикраси — шийні гривні, які не належать до числа поширених прикрас у східнослов'янському світі X-XII століть. Тільки у двох племен (радимичів і в'ятичів) вони отримали відносно широке поширення. Аналіз радимицьких шийних гривень показує, що прототипи багатьох з них знаходяться в балтійських старожитностях, а звичай широкого вживання їх обумовлений включенням в етногенез цього племені балтських аборигенів. Поширення шийних гривень в ареалі розселення в'ятичів також відображає взаємодію слов'ян з балтами-голяддю. Серед в'ятицьких прикрас є бурштинові прикраси та шийні гривні, невідомі в інших давньоруських землях, але мають повні аналогії в летто-литовських матеріалах.

## Культура
Балти спочатку сповідували балтійську релігію. Вони поступово християнізувалися в результаті Північних хрестових походів середньовіччя. Балтійські народи, такі як латиші, литовці та старопрусси, мали свою відмінну мітологію. Литовці мають тісні історичні зв’язки з Польщею, і багато з них є латинськими католиками. Латиші мають тісні історичні зв’язки з Північною Німеччиною та Скандинавією, і багато з них є нерелігійними. Останнім часом балтійська релігія відродилася в балтійському неоязичництві.

## Генетика

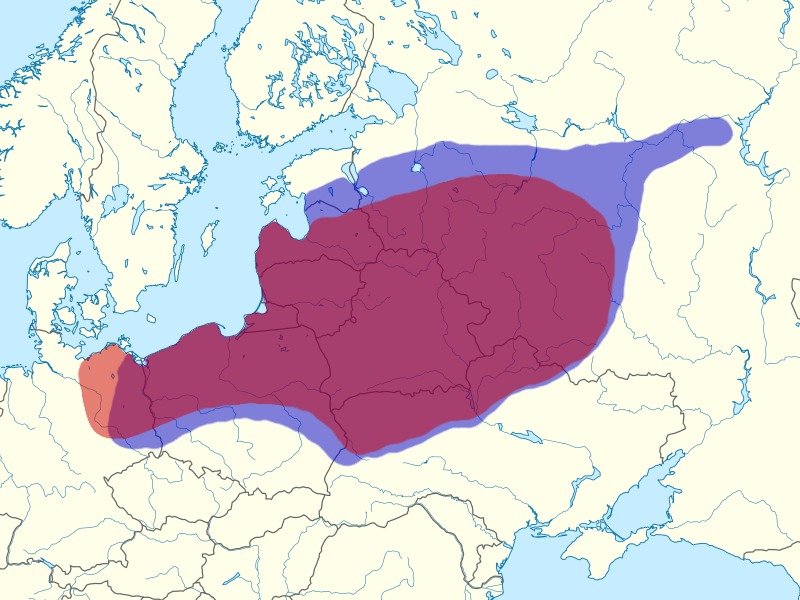
Межі розселення стародавніх балтів:
за даними археології
згідно балтських гідронімів

За даними генетиків найбільш поширеними Y-хромосомними гаплогрупи у сьогоднішніх нащадків балтів є гаплогрупи R1a і здебільшого N1c1, які зустрічаються з частотою близько 40 %. Гаплогруппа N1c характерна також для фінського й угорського народів, але у балтів підтверджений субклад L1025, не характерний ні для протестованих фінів, ні для угрів. Субклад зустрічається також у шведів і східних слов'ян.
По материнській лінії (мітохондріальна ДНК) істотних відмінностей у балтів з оточуючими слов'янськими народами не спостерігається.
Згідно з дослідженням груп крові, стародавні міграції балтів простежуються також по поширенню антигену LWb, який характеризує тільки балтів. Поширення його є найвищим у
- латвійців та литовців — 6 %

Чим далі, тим його присутність поступово стирається:
- естонці — 4 %
- фіни — 2,9 %
- вологодські росіяни — 2,2 %
- поляки — 2 %
- Готланд — 1 %
- Південна Швеція — 0,3 %

## Письмові згадки
Перші письмові згадки племен, що проживали на теренах прилеглих до південного узбережжя Венедської затоки (нині Балтійського моря), відомі з твору «Про походження германців і місцеположення Німеччини» римського історика Публія Корнелія Тацита (98 р.), де вони названі естіямі (лат. Aestiorum gentes). Крім того, Геродот згадує народ будинів, який мешкав у верхів'ях р. Дону між р. Волгою і р. Дніпром. Пізніше ці племена естіев під різними іменами описувалися в творах римсько-остготського історика Касіодора (523 р.), готського історика Йордана (552 р.), англосаксонського мандрівника Вульфстана (900 р.), північнонімецького хроніста архієпископа Адама Бременського (1075 р.).
Нинішню назву старожитніх племен, котрі жили на прилеглих до південного узбережжя Балтійського моря територіях — балти (нім. Balten), балтійський мову (нім. Baltische Sprache), як наукові терміни, було запропоновано в 1845 р. німецьким мовознавцем Георгом Несельманом (*1811—†1881), професором університету в Кенігсберзі, замість терміна «лето-литовці». Назва утворена за аналогією з лат. Mare Balticum (біле море).

## Розселення
Ареал їх проживання простягався від басейну р. Вісли і р. Нарви на заході, р. Березини, р. Сожа і р. Південного Бугу на півдні до озера Ільмень і Тверської області на півночі. На сході територією проживання балтів були сучасні Вітебська і Могилевська області Білорусі і Псковська, Смоленська (банцеровсько-тушемлінська археологічна культура), Брянська, Курська, Орловська області Росії (колочинська археологічна культура). Також історично зафіксовано проживання західно-балтського племені голядь у верхів'ях р. Оки, Калузької, Орловської, Тульської і Московської областях (культура москворецьких городищ).
З кінця I тисячоліття почалися процеси слов'янізації балтів. Існують письмові свідчення про те, що ще на початку XVI століття деякі населення сучасної західної частини Білорусі говорило на західно-балтійській мові. В середині II тисячоліття західні балти, які жили на території захопленої Тевтонським орденом (пруси), піддавалися активній германізації.